# Sergej Viktorovič Zalëtin
Sergej Viktorovič Zalëtin, anche scritto Zalyotin, in russo Сергей Викторович Залётин? (Tula, 21 aprile 1962), è un cosmonauta russo.

## Biografia
Zalëtin è nato a Tula, è sposato con Elena Zaletina ed ha un figlio. Si è diplomato come pilota alla Scuola Superiore Militare di Borisoglebsk. Ha conseguito un master in gestione ecologica.
È stato scelto come cosmonauta nel 1990. Nel 2000 ha volato con la missione Sojuz TM-30 come membro dell'ultimo equipaggio residente sulla stazione spaziale russa Mir. Nel 2002 è stato nella Stazione spaziale internazionale, è partito con la missione Sojuz TMA-1 il 30 ottobre ed è rientrato il 10 novembre con la Sojuz TM-34.